# Nibea leptolepis
Nibea leptolepis és una espècie de peix de la família dels esciènids i de l'ordre dels perciformes.

## Morfologia
- Els mascles poden assolir 22 cm de longitud total.[4][5]

## Hàbitat
És un peix de clima tropical i bentopelàgic.

## Distribució geogràfica
Es troba a l'oceà Pacífic occidental central: al llarg de les costes del nord d'Austràlia.

## Observacions
És inofensiu per als humans.